# Ciwaduk
Ciwaduk is een bestuurslaag in het regentschap Cilegon van de provincie Banten, Indonesië. Ciwaduk telt 11.077 inwoners (volkstelling 2010).